# Beto Almeida
Roberto de Almeida, mais conhecido como Beto Almeida (Porto Alegre, 5 de abril de 1955), é um treinador de futebol brasileiro. Atualmente, comanda a equipe juvenil do Tubarão.